# Tubular Bells 2003
Tubular Bells 2003 je dvacáté první studiové album britského multiinstrumentalisty Mika Oldfielda. Bylo vydáno v květnu 2003 (viz 2003 v hudbě) a v britském žebříčku prodejnosti hudebních alb se umístilo nejlépe na 51. místě.
Album Tubular Bells 2003 bylo vydáno při příležitosti 30. výročí vydání prvních „Zvonů“ (Tubular Bells) a zároveň 50. narozenin Mika Oldfielda. Tato deska je přesnou kopií alba Tubular Bells. Nejde však pouze o zremasterovanou původní nahrávku, ale o zcela nově nahranou desku. Oldfield prohlásil, že svůj 30 let starý výtvor nenahrál zcela podle svých představ, což bylo zaviněno např. tehdejšími technickými možnostmi nebo financemi začínajícího hudebníka.
Tubular Bells 2003 se technicky dělí stále do dvou částí, každá z nich je ale na disku rozdělená do více krátkých stop s vlastními názvy. Role konferenciéra (uvaděče nástrojů na konci první části) se ujal po zesnulém Vivianu Stanshallovi člen skupiny Monty Python John Cleese.
Album Tubular Bells 2003 bylo vydáno v několika verzích:
- klasické CD
- CD s bonusovým DVD
- čtyřdiskový boxset (TB 2003 + TB II + TB III + bonusové DVD)
- DVD-Audio

## Skladby

### CD verze a DVD-Audio
Part One
1. „Introduction“ (Oldfield) – 5:52
2. „Fast Guitars“ (Oldfield) – 1:04
3. „Basses“ (Oldfield) – 0:46
4. „Latin“ (Oldfield) – 2:18
5. „A Minor Tune“ (Oldfield) – 1:21
6. „Blues“ (Oldfield) – 2:40
7. „Trash“ (Oldfield) – 0:44
8. „Jazz“ (Oldfield) – 0:48
9. „Ghost Bells“ (Oldfield) – 0:30
10. „Russian“ (Oldfield) – 0:44
11. „Finale“ (Oldfield) – 8:32

Part Two
1. „Harmonics“ (Oldfield) – 5:12
2. „Peace“ (Oldfield) – 3:30
3. „Bagpipe Guitars“ (Oldfield) – 3:08
4. „Caveman“ (Oldfield) – 4:33
5. „Ambient Guitars“ (Oldfield) – 5:10
6. „The Sailor's Hornpipe“ (lidová, úprava Oldfield) – 1:46

### Bonusové DVD
1. „Introduction“ (Oldfield) – 5:51
2. „Fast Guitars“ (Oldfield) – 1:04
3. „Basses“ (Oldfield) – 0:46
4. „Introduction 2003 – The Video“ (Oldfield) – 3:41

### Bonusy na DVD-Audio
- Demonahrávky z roku 1971:

1. „Tubular Bells Long“ (Oldfield) – 22:57
2. „Caveman Lead-In“ (Oldfield) – 2:46
3. „Caveman“ (Oldfield) – 5:05
4. „Peace Demo A“ (Oldfield) – 7:00
5. „Peace Demo B“ (Oldfield) – 4:18

- Koncertní nahrávky:

1. „Sentinel“ (Oldfield) – 8:06
4. září 1992, Edinburgh
2. „Far Above the Clouds“ (Oldfield) – 4:40
4. září 1998, Londýn

## Obsazení
- Mike Oldfield – akustická kytara, elektrická kytara, akordeon, piano, varhany, klávesy, syntezátor, zvonkohra, tympány, činely, tamburína, triangl, trubicové zvony (tubular bells), programování
- John Cleese – konferenciér
- Sally Oldfield – vokály